# Heliciopsis rufidula
Heliciopsis rufidula är en tvåhjärtbladig växtart som beskrevs av Herman Otto Sleumer. Heliciopsis rufidula ingår i släktet Heliciopsis och familjen Proteaceae. Inga underarter finns listade i Catalogue of Life.